# Bibliothèque diplomatique numérique
La Bibliothèque diplomatique numérique (BDN) est la bibliothèque numérique des centres des Archives diplomatiques de La Courneuve et de Nantes, lancée en 2018. Elle est intégrée dans le dispositif Gallica marque blanche mis en place par la Bibliothèque nationale de France. Elle a connu une refonte de son site en 2023.
Elle donne accès à des collections patrimoniales numérisées libres de droits (ou dont le ministère de l’Europe et des Affaires étrangères détient les droits), que ce soit des imprimés, des photographies, des cartes et des manuscrits provenant de la bibliothèque et des archives conservés aux Archives diplomatiques, ou des documents identifiés dans Gallica en lien avec la diplomatie.
Elle est spécialisée sur l’histoire diplomatique, le fonctionnement des ministères des Affaires étrangères, la formation et l’activité des diplomates, le droit international, l’administration des pays sous protectorat et mandat français, les publications officielles étrangères.
Elle est organisée en huit collections numériques :
- Histoire diplomatique ;
- Documents diplomatiques ;
- Ministères des Affaires étrangères ;
- Des diplomates : formation, récits et portraits ;
- Droit international ;
- Traités, accords et conventions ;
- Protectorats et mandats français ;
- Publications officielles étrangères ou intergouvernementales.

Un parcours de leur contenu est proposé par zone géographique ou par pays dans un Tour du monde des collections.
La BDN présente également un espace réservé à la médiation, divisé en six rubriques. Nommé Découvertes & Curiosités, il offre à la consultation des articles originaux permettant d'explorer des oeuvres et des sujets en lien avec l'histoire des Archives diplomatiques et de ses collections. 
La Bibliothèque diplomatique numérique s’enrichit chaque année de nouveaux titres au fur et à mesure des travaux de numérisation et d’intégration aux Archives diplomatiques. La médiation à destination des usagers passe à travers des sélections raisonnées de documents et des articles originaux valorisant des œuvres remarquables, des études inédites ou des corpus essentiels.